# 17
Năm 17 là một năm trong lịch Julius. 

## Sinh
- Bát Nàn